# Qatar ExxonMobil Open 2009

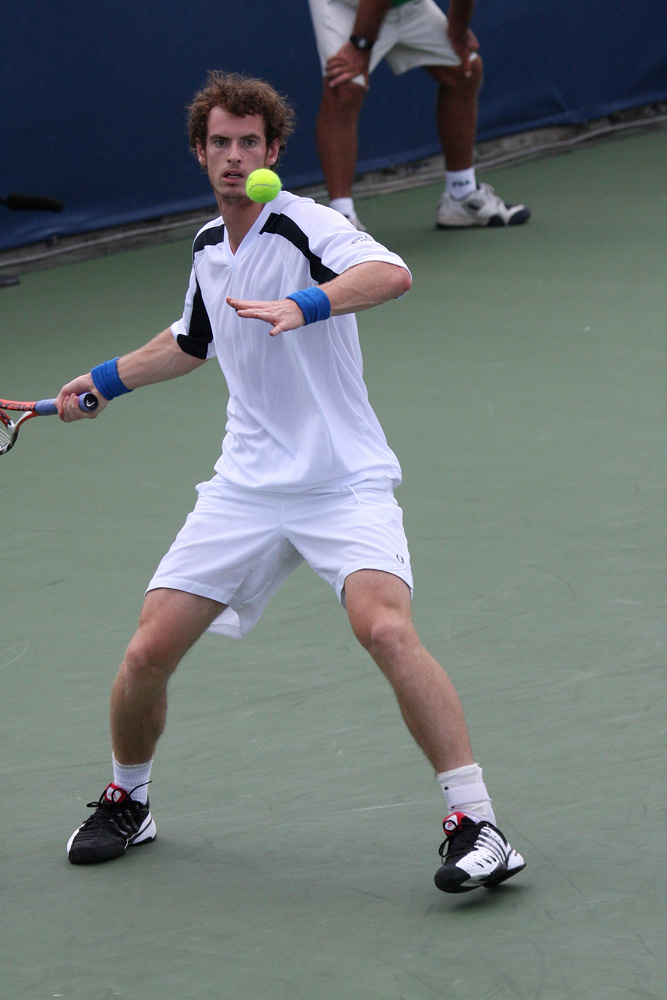
Енді Маррей захистив свій минулорічний титул, у фіналі перемігши Енді Роддіка.

Відкритий чемпіонат Катару 2009 (також відомий як Qatar ExxonMobil Open 2009 за назвою спонсора) — 17-й чоловічий тенісний турнір, який відбувся з 5 по 10 січня в місті Доха (Катар) на відкритих твердих кортах у Міжнародному центрі тенісу і сквошу Халіфа. Був одним зі змагань ATP 250 як частини Світового туру ATP 2009. Переможець отримав грошовий приз US$183,000, а також 250 рейтингових очок.
На чолі посіву в одиночному розряді були:  1-ша ракетка світу Рафаель Надаль, 2-га Роджер Федерер, 3-тя Енді Маррей і 8-ма Енді Роддік.

## Переможці

### Одиночний розряд
Енді Маррей —  Енді Роддік, 6–4, 6–2

### Парний розряд
Марк Лопес /  Рафаель Надаль —  Деніел Нестор /  Ненад Зімоньїч, 4–6, 6–4, [10–8]